# Aphelinoidea
Aphelinoidea is een geslacht van vliesvleugeligen uit de familie van de Trichogrammatidae. De wetenschappelijke naam van dit geslacht is voor het eerst geldig gepubliceerd in 1911 door Alexandre Arsène Girault.

## Soorten
Het geslacht Aphelinoidea omvat de volgende soorten:
- Aphelinoidea accepta Girault, 1938
- Aphelinoidea anatolica Novicky, 1936
- Aphelinoidea bischoffi (Novicky, 1946)
- Aphelinoidea cultrocaudata Wang, He, Zhang & Hu, 2009
- Aphelinoidea deserticola Novicky, 1936
- Aphelinoidea dolichoptera Novicky, 1934
- Aphelinoidea fasciativentris (Girault, 1915)
- Aphelinoidea gwaliorensis Yousuf & Shafee, 1985
- Aphelinoidea habros (De Santis, 1957)
- Aphelinoidea howardii Girault, 1912
- Aphelinoidea huxleyi Girault, 1912
- Aphelinoidea hyacinthus Girault, 1938
- Aphelinoidea iucunda Girault, 1920
- Aphelinoidea laticlavia Fursov, 2007
- Aphelinoidea longiclavata Yousuf & Shafee, 1988
- Aphelinoidea longicorpus (Girault, 1913)
- Aphelinoidea mariana Doutt, 1955
- Aphelinoidea melanosoma Novicky, 1940
- Aphelinoidea neomexicana (Girault, 1915)
- Aphelinoidea nigrioculae Girault, 1920
- Aphelinoidea oblita De Santis, 1970
- Aphelinoidea oceanica Timberlake, 1926
- Aphelinoidea painei Girault, 1912
- Aphelinoidea plutella Girault, 1912
- Aphelinoidea redini (Girault, 1929)
- Aphelinoidea retiruga Lin, 1994
- Aphelinoidea roja Triapitsyn, Walker & Bayoun, 2005
- Aphelinoidea scythica Fursov, 2007
- Aphelinoidea semiflava De Santis, 1970
- Aphelinoidea semifuscipennis Girault, 1911
- Aphelinoidea shawanica Hu & Lin, 2005
- Aphelinoidea stepposa Fursov, 2007
- Aphelinoidea subexserta Nowicki, 1940
- Aphelinoidea tintinnabulum Girault, 1915
- Aphelinoidea totinigra Girault, 1930
- Aphelinoidea turanica S. Trjapitzin, 1995
- Aphelinoidea waterhousei (Blood & Kryger, 1928)
- Aphelinoidea weismanni Girault, 1912
- Aphelinoidea xenos Timberlake, 1924
- Aphelinoidea xiphias (De Santis, 1957)
- Aphelinoidea zarehi Triapitsyn Walker & Bayoun, 2005